# Belba rossica
Belba rossica är en kvalsterart som beskrevs av Bulanova-Zachvatkina 1962. Belba rossica ingår i släktet Belba och familjen Damaeidae. Inga underarter finns listade.